# Ельчанинов, Анатолий Фёдорович
Анато́лий Фёдорович Ельчани́нов (род. 3 июля 1946, Белоглазово, Алтайский край) — глава городского самоуправления, мэр Кургана в 1991—2009.

## Биография
Анатолий Фёдорович Ельчанинов родился 3 июля 1946 года в семье рабочего в селе Белоглазово Белоглазовского сельсовета Белоглазовского района Алтайского края (ныне сельсовет в Шипуновском районе того же края).
- В 1969 году окончил Алтайский политехнический институт имени И. И. Ползунова, по образованию инженер-строитель. После окончания института работал ведущим конструктором в проектно-конструкторском бюро объединения «Алтаймебельпром».
- С ноября 1969 года по январь 1971 года служил в строительных войсках, был прорабом.
- С августа 1971 года работал старшим инженером группы АСУ треста «Курганжилстрой», с июня 1975 — начальник отдела АСУ этого же треста.
- С 1974 года член КПСС.
- В апреле 1978 года переведён на должность главного инженера, затем начальника СУ треста «Кургангражданстрой»,
- С августа 1981 года заместитель главного инженера производственного строительно-монтажного объединения «Кургантяжстрой», с марта 1984 года — заместитель начальника ПСМО «Кургантяжстрой».
- С ноября 1984 года первый заместитель председателя Исполнительного комитета Курганского городского Совета народных депутатов.
- В 1988—1989 гг. был вторым секретарём Курганского городского комитета КПСС
- В 1988 году избран председателем Исполнительного комитета Курганского городского Совета народных депутатов
- Указом президента Российской Федерации от 11 декабря 1991 года назначен главой администрации города Кургана.
- В ноябре 1996 года на альтернативной основе избран Главой городского самоуправления, мэром города Кургана. Он также одержал победу на выборах в 2000 году. В 2004 году избран Главой города Кургана[1].
- Член партии «Единая Россия».
- В 2012—2013 годах был учредителем ООО «ГПИ Мясомолпром» (Бывшее ГПИ Мясомолпром), с 2002 года является соучредителем Курганского регионального отделения общероссийской физкультурно-спортивной общественной организации «Всероссийская федерация самбо».

### Депутат
- В 1982—1991 депутат Курганского городского Совета народных депутатов.
- В 1987—1990 депутат Курганского областного Совета народных депутатов.
- С марта 1994 года по ноябрь 1996 года депутат Курганской областной Думы от Центрального избирательного округа № 3, г. Курган. Член постоянной комиссии областной Думы по бюджетно-финансовым вопросам.

### Председатель Курганской городской Думы
- Курганская городская Дума первого созыва (1994—1996 гг.)
- Курганская городская Дума второго созыва (1996—2000 гг.)
- Курганская городская Дума третьего созыва (2000—2004 гг.)
- Курганская городская Дума четвертого созыва (2004—2009 гг.)

Член правления общероссийского конгресса муниципальных образований.
- С 1998 года член, затем вице-президент ассоциации муниципальных образований «Города Урала».
- С 2002 года член делегации Российской Федерации Конгресса местных и региональных властей Европы.

## Награды
- Орден Почёта (17 июня 1999)[2]
- Бронзовая медаль ВДНХ за разработку автоматизированной системы управления в строительстве;
- В апреле 2004 года признан лауреатом III Всероссийского конкурса «Лучший муниципальный служащий».
- Заслуженный строитель Российской Федерации (8 декабря 1995)[3]
- В 1995 году по результатам конкурса «Российский мэр» А.Ф Ельчанинов вошёл в число 50 лучших мэров городов России.
- В апреле 2004 года стал лауреатом III Всероссийского конкурса «Лучший муниципальный служащий».

## Семья
Женат, есть сын и дочь.
- Жена Раиса Федоровна Ельчанинова — заместитель председателя правления ОАО "Небанковская кредитная организация «Городской расчетный центр». Является директором сети ресторанов быстрого питания «Subway».
- Сын Максим Ельчанинов — бизнесмен. Около полутора лет работал исполнительным директором футбольного клуба «Спартак» (май 2004 г. — ноябрь 2005 г.). Он выступает в роли учредителя или одного из таковых в: ООО «Лукойл-Уралнефтепродукт» (Продажа нефтепродуктов, сеть автозаправочных станций в Кургане); ООО «Охрана-плюс», бывшее «Скорпион» (Охранное предприятие); ООО «Бизнес-центр», бывшее ЗАО «Национальные кабельные сети — Курган», работающее под брендами «Твой интернет», «Твое TV» (Сеть кабельного телевидения, которая заняла большую часть жилого комплекса Кургана, и долгосрочная аренда всего антенного хозяйства в жилом комплексе города)[4]. В настоящее время сеть заправок продана Максимом Ельчаниновым компании «Башнефть».

## Увлечения
Увлечения — чтение книг, спорт. Сторонник здорового образа жизни.